# Liste des communes de la wilaya d'El Meniaa
Pour les autres communes, voir Liste des communes d'Algérie.
Liste des communes de la wilaya algérienne de El Meniaa créée en 2019 par ordre alphabétique :
1. El Menia
2. Hassi Gara
3. Hassi Fehal